# Arguello
Arguello (en français Arguel) est une commune italienne de la province de Coni dans la région Piémont en Italie.

## Administration
| Période                                  | Période  | Identité             | Étiquette    | Qualité |
| ---------------------------------------- | -------- | -------------------- | ------------ | ------- |
| depuis 2009                              | En cours | Alessandro Fenocchio | lista civica |         |
| Les données manquantes sont à compléter. |          |                      |              |         |

### Communes limitrophes
Albaretto della Torre, Cerreto Langhe, Cravanzana, Lequio Berria